# Matira
Matira är en by i distriktet Marakwet i provinsen Rift Valley i Kenya.

## Kända personer från Matira
- Ezekiel Kemboi